# Anthostomella arenaria
Anthostomella arenaria är en svampart som beskrevs av O.E. Erikss. 1967. Anthostomella arenaria ingår i släktet Anthostomella och familjen kolkärnsvampar.  Arten är reproducerande i Sverige. Inga underarter finns listade i Catalogue of Life.